# Olszewo (gmina Stare Juchy)
Olszewo (niem. Olschöwen, 1938–1945 Frauenfließ) – wieś w Polsce położona w województwie warmińsko-mazurskim, w powiecie ełckim, w gminie Stare Juchy.
W latach 1975–1998 miejscowość należała administracyjnie do województwa suwalskiego.